# Časnýř
Časnýř je potok v okrese Brno-venkov, který pramení u obce Ochoz u Brna v nadmořské výšce 385 m a v obci Bílovice nad Svitavou se v nadmořské výšce 222 metrů vlévá do Svitavy jako její levostranný přítok. Délka jeho toku je 5,6 km, část před jeho ústím v Bílovicích je v délce 250 m zatrubněna. Jeho největším přítokem je Kanický potok, který přijímá v mezi Kanicemi a Řícmanicemi u kanického koupaliště. Dále se do něho vlévá několik bezejmenných potůčků stékajících ze severního svahu Hádeckého masívu a Kanického kopce.
Je podle něho pojmenován stejnojmenný mikroregion obcí.